# Dom (geologia)

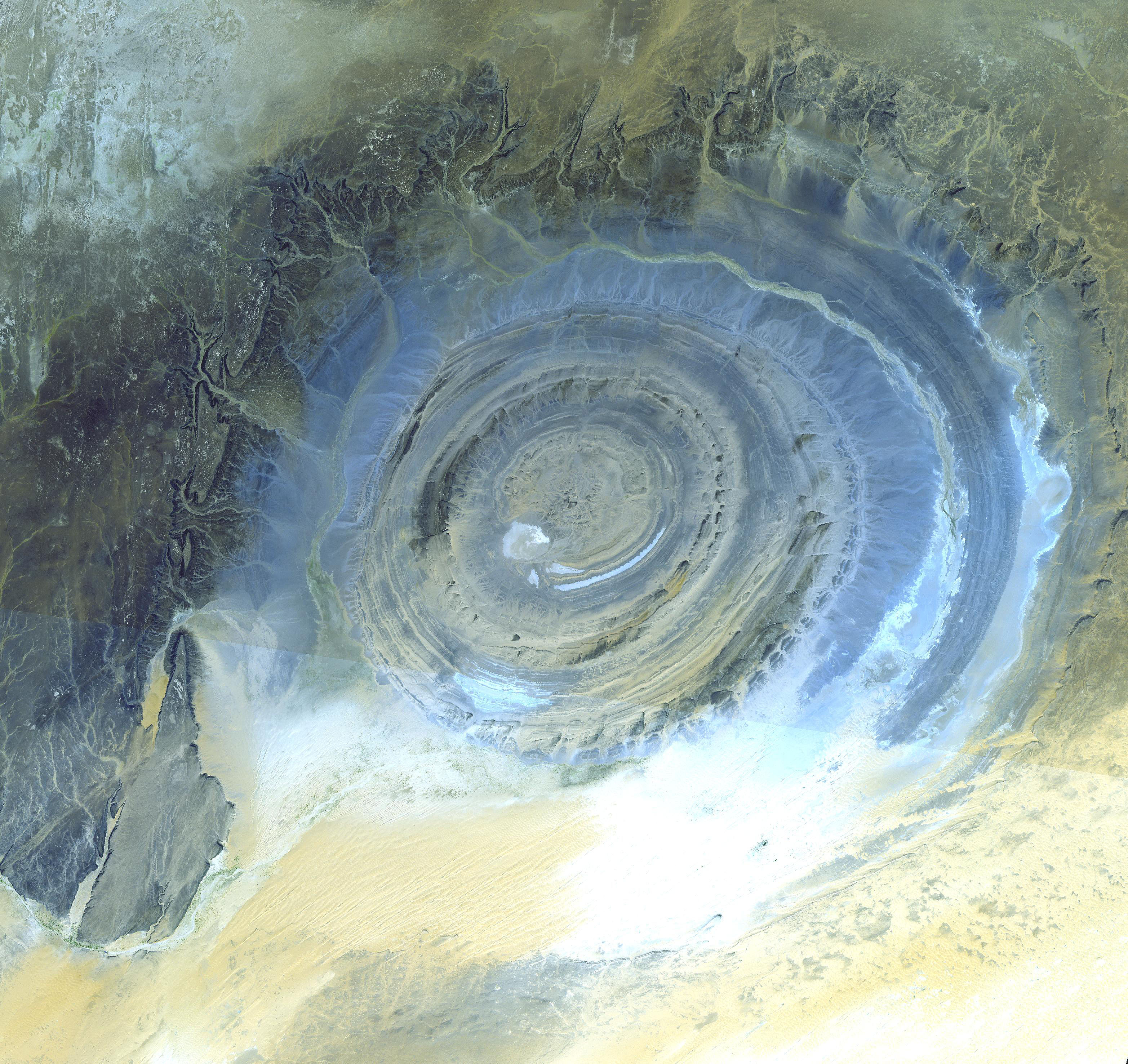
La estructura de Richat al desert del Sàhara, és un dom.

En geologia estructural, un dom és una muntanya que ha adquirit una forma de cúpula circular o oval a causa de l'erosió. Es tracta d'un exemple de bombament. Els estrats d'un dom estan plegats al centre, el que provoca que si s'erosiona la part superior, el resultat seran una sèrie d'estrats concèntrics que creixen de manera progressiva a mesura que s'allunyen del centre, on romanen les roques més antigues.
Hi ha doms massa grans per a ser apreciats des de la superfície, i només es poden apreciar en mapes. Són molt grans, per exemple, els de The Ozarks. L'origen dels doms no és sempre el mateix, sinó que depèn dels materials que hi intervinguin. N'hi ha que s'han generat a partir del magma fruit d'un volcà com els de Henry Mountains, al sud-est de Utah, i d'altres per motiu de la densitat i tendència a l'evaporació de les roques de sal. També es poden generar a partir de roques granítiques, formant vessants nus i escarpats fruit de l'erosió diferencial, com en el cas dels Carcaixells d'en Dalmau, al Massís de l'Ardenya de Catalunya.